# シランペー (小惑星)
シランペー (1446 Sillanpaa) は小惑星帯に位置する小惑星。フィンランドの天文学者ユルィヨ・バイサラがトゥルクで発見した。
1939年にノーベル文学賞を受賞したフィンランドの作家、フランス・エーミル・シランペーに因んで命名された。